# Парламентарни избори у Аустрији 1971.
Аустрисјки парламентарни избори 1971. су били тринаести парламентарни избори у историји Аустрије, а одржани су 10. октобра 1971. Најјача партија је постала Социјалдемократска партија чији је председник био Бруно Крајски која је по први пут у историји освојила апсолутну већину. Аустријска народна странка коју је предводио Херман Витхалм је заузела друго место, а Слободарска партија чији је председник био бивши официр СС-а Фридрих Петер била је на трећем месту. Те три партије су једине освојиле довољно гласова да уђу у парламент Аустрије.

## Позадина
После парламентарних избора 1970. SPÖ и FPÖ су постигли договор о мањинској влади. Један од уступака које је Крајски као председник SPÖ-а морао да направи је била у реформи избора. Број мандата је, први пут после избора 1920., повећан са 165 на 183, како би мање странке имале више шансе да уђу у парламент.

## Изборни резултати
Резултати парламентарних избора у Аустрији 1971.
| Политичка партија                                                       | гласова   | гласова | %    | %    | број посланика | број посланика |
| Политичка партија                                                       | 1971      | ±       | 1971 | ±    | 1971           | ±              |
| ----------------------------------------------------------------------- | --------- | ------- | ---- | ---- | -------------- | -------------- |
| Социјалдемократска партија Аустрије ()                                  | 2.280.168 | +58.187 | 50,0 | +1,6 | 93             | +12            |
| Аустријска народна странка ()                                           | 1.964.713 | -86.299 | 43,1 | -1,6 | 80             | +2             |
| Слободарска партија Аустрије ()                                         | 248.473   | -4.952  | 5,5  | 0,0  | 10             | +4             |
| Комунистичка партија Аустрије ()                                        | 61.762    | +17.012 | 1,4  | 0,4  | 0              | 0              |
| Остале партије                                                          | 1.874     | -       | 0,0  | -    | 0              | 0              |
| Укупно                                                                  | 4.556.990 |         | 100  |      | 183            |                |
| Извори: Резултати парламентарних избора у Аустрији 1945-2002, Аустрија, |           |         |      |      |                |                |

- Од 4.984.448 регистрованих гласача на изборе је изашло 92,44%

## Последице избора
Социјалдемократска партија је по први пут имала апсолутну већину гласова. Бруно Крајски је остао савезни канцелар.